# Vilanova d’Alcolea
Vilanova d’Alcolea (spanisch Villanueva de Alcolea) ist eine Gemeinde (municipio) mit 585 Einwohnern (Stand: 2024) in der Provinz Castellón der Autonomen Gemeinschaft Valencia in Spanien. Die Gemeinde besteht neben dem gleichnamigen Hauptort aus den Ortschaften Mas de Calaf und Pascualets.

## Geografie
Vilanova d’Alcolea liegt etwa 30 Kilometer nordnordöstlich von der Provinzhauptstadt Castellón de la Plana in einer Höhe von ca. 400 m in der Comarca Plana Alta nahe der Mittelmeerküste (Costa Azahar). Ein Großteil des Flughafens Castellón liegt im Gemeindegebiet.

## Bevölkerungsentwicklung
| Jahr      | 1970 | 1981 | 1991 | 2001 | 2011 | 2021 |
| Einwohner | 1122 | 923  | 734  | 640  | 668  | 582  |

## Sehenswürdigkeiten

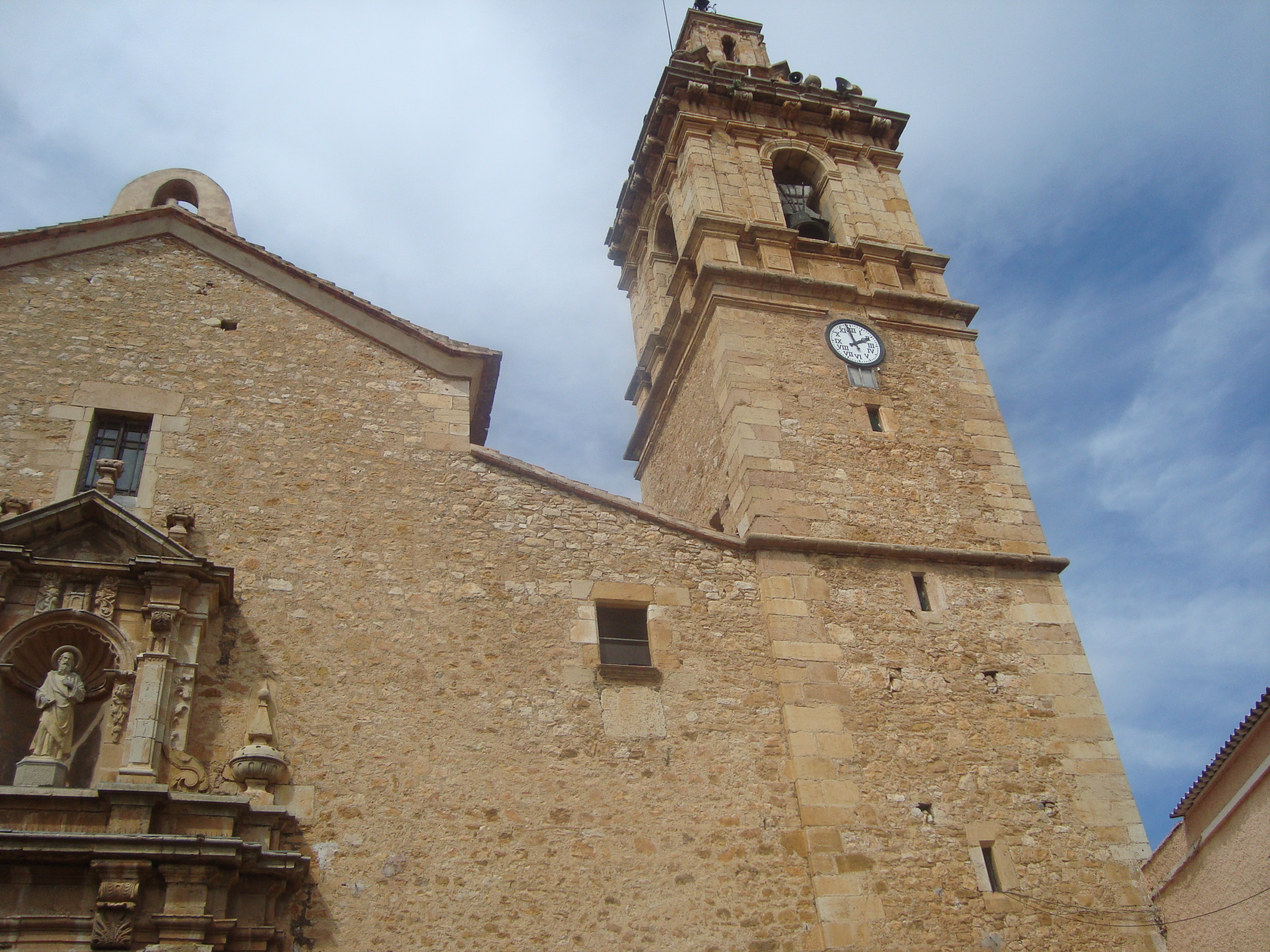
Bartholomäuskirche
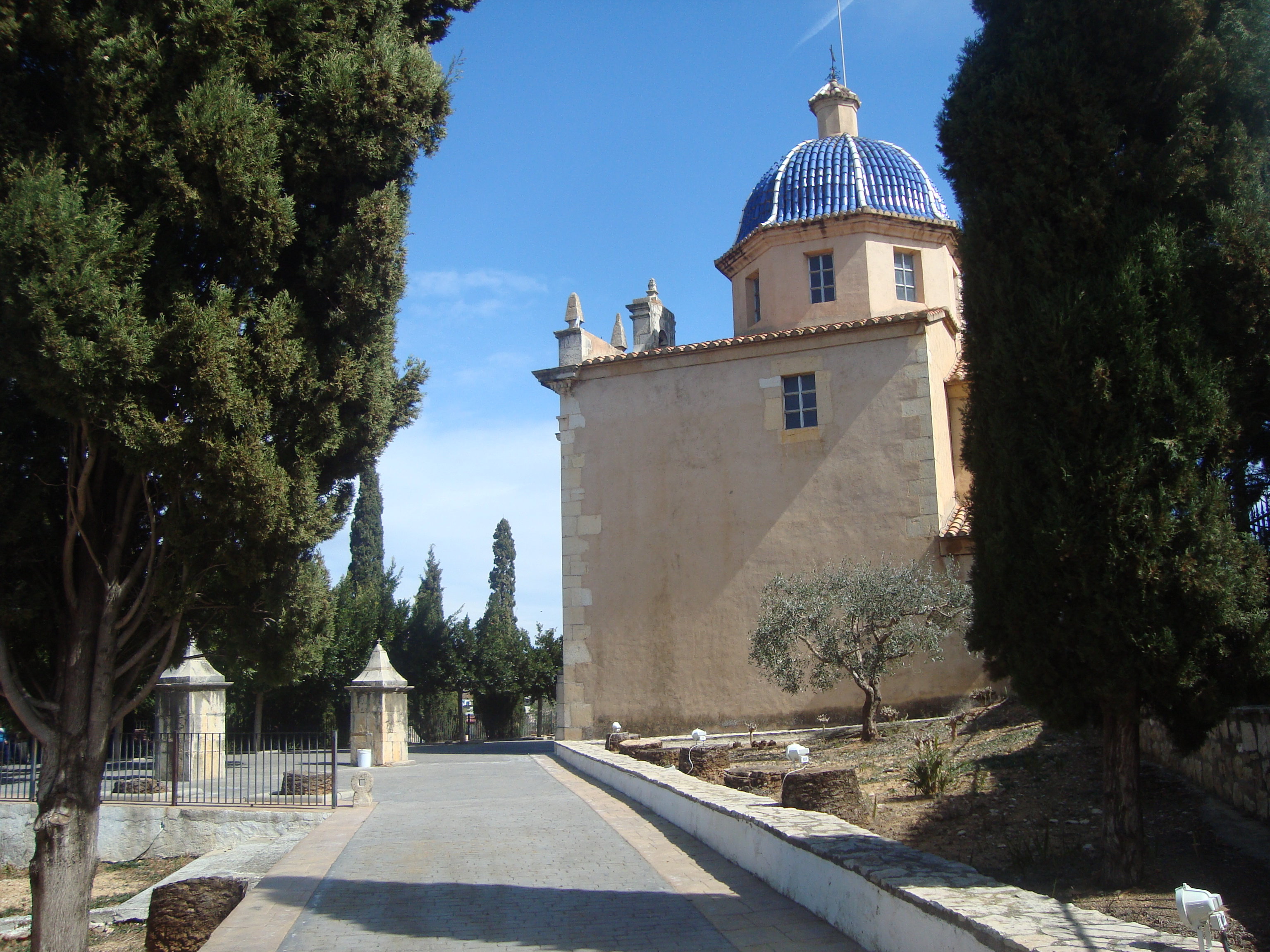
Kalvarienkapelle
- Ortsbefestigung

- Bartholomäuskirche
- Kalvarienkapelle